# Großes Gewächshaus (Kassel)

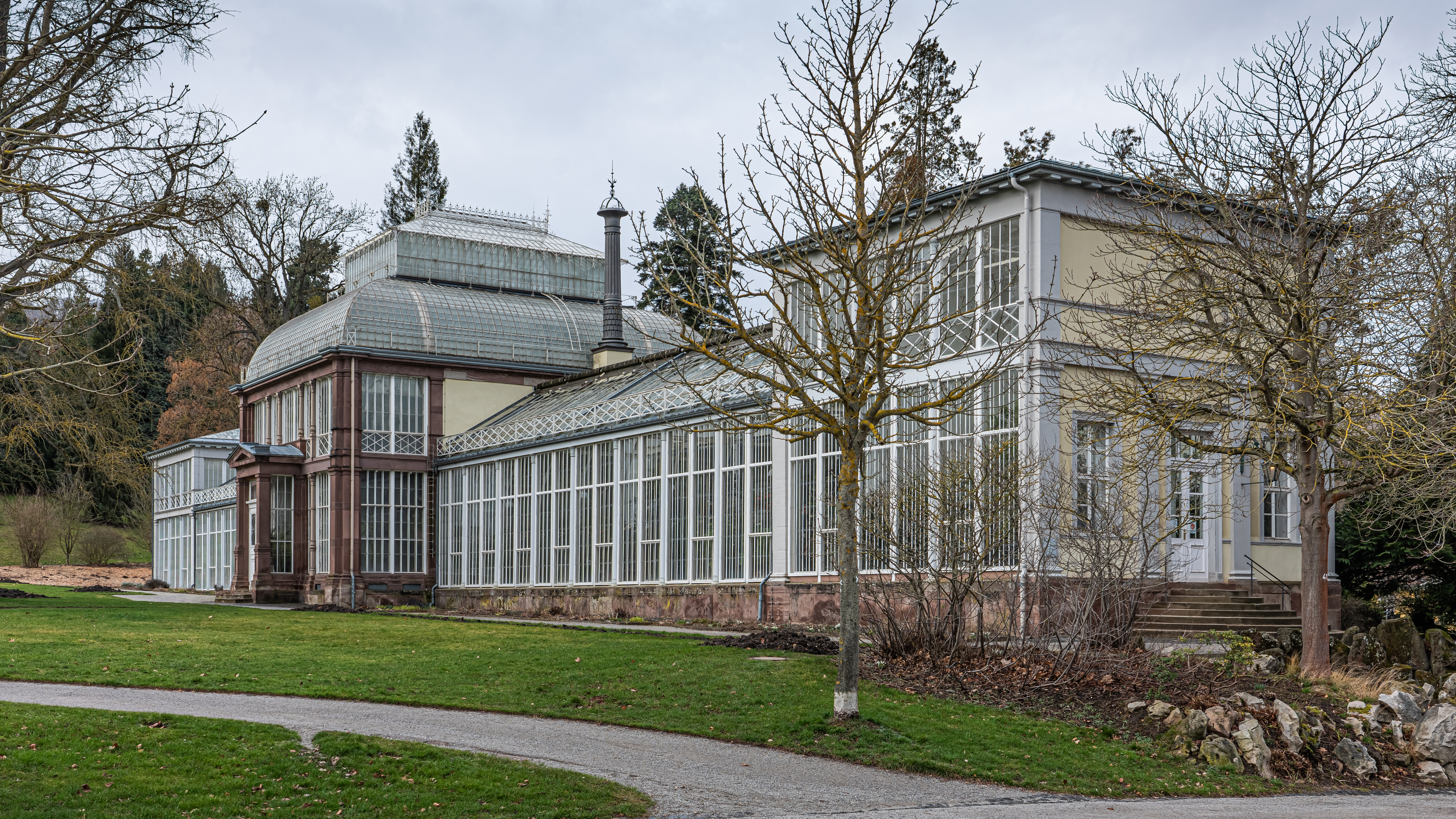
Das Große Gewächshaus im Bergpark

Das Große Gewächshaus befindet sich im Bergpark Wilhelmshöhe in Kassel und wurde in den Jahren 1822/23 vom Hofarchitekten Johann Conrad Bromeis unter Kurfürst Wilhelm II. zur Kultivierung kostbarer exotischer Pflanzen errichtet. Der ursprüngliche kuppelartige Mittelbau wurde später durch ein massiveres Palmenhaus ersetzt. Die filigrane Eisen-Glas-Konstruktion nahm eine Vorreiterstellung in Deutschland ein. Im Großen Gewächshaus werden teilweise historische Pflanzen aufbewahrt. Es wird von der Museumslandschaft Hessen Kassel verwaltet und kann vom 1. Advent bis Mai besichtigt werden.